# Дробочник
Дробочник (словен. Drobočnik) — поселення в общині Толмин, Регіон Горишка, Словенія. Висота над рівнем моря: 362,3 м. Розташоване на лівому березі річки Соча.